# ラブライブ!蓮ノ空女学院スクールアイドルクラブ
『ラブライブ！蓮ノ空女学院スクールアイドルクラブ』（ラブライブ！はすのそらじょがくいんスクールアイドルクラブ）は、バンダイナムコフィルムワークス（サンライズ）、バンダイナムコミュージックライブ（ランティス）、KADOKAWA（アスキー・メディアワークス）の3者によるメディアミックスプロジェクト。『ラブライブ!シリーズ』の第5作。

## 概要
石川県金沢市にある架空の高校・私立蓮ノ空女学院を舞台に活動するスクールアイドルたち「蓮ノ空女学院スクールアイドルクラブ」を主人公としている。
スマートフォンアプリ『Link!Like!ラブライブ！』およびYouTubeをプラットフォームとして、キャラクターおよび担当声優による動画配信や、カードゲーム、雑誌展開や楽曲展開などを行なう。スクールカレンダーとのリアルタイム連動を掲げており、作品内でも現実と同じ時間が経過してゆくシステムを取っている。これは最上級生の卒業後も例外としておらず、シリーズとして初めて一部メンバーが卒業した後の時間が描かれることになる。
卒業したスクールアイドルは、原則としてスクールアイドルとして扱わない方針が取られており、企画からは除外されている他、ライブにはキャストを含めて出演しない。また、シリーズにおける企画でも展開から除外されている。
ラブライブ!シリーズの過去作品と同じく原作：矢立肇、原案：公野櫻子がクレジットされているが、メインスタッフは一新されている。

## 来歴
2022年2月に「バーチャルスクールアイドル」として発表され、当初は2022年秋に活動開始予定とされていた。同年10月、主役となるスクールアイドルが「蓮ノ空女学院スクールアイドルクラブ」であることが発表され、またプラットフォームアプリの名称の公募が行われた。
2023年2月、メインキャラクター6人とそのキャストが発表され、3月のデビューミニアルバム『Dream Believers』発売、4月のアプリ『Link!Like!ラブライブ!』リリースから、キャラクター・キャスト双方の展開が本格化していく。12月のラブライブ!シリーズとアイドルマスターシリーズの合同ライブイベント「異次元フェス アイドルマスター・ラブライブ!歌合戦」、2024年3月のラブライブ!シリーズ合同ライブイベント「ユニット甲子園2024」にて、大きく知名度を上げる。
2024年4月、メインキャラクター6人の進級とともに、3人の新キャラクター「104期生」が登場。104期生を演じるキャスト3名も声優ユニットとしての蓮ノ空女学院スクールアイドルクラブに加入し、9名体制での活動を開始する。
2025年3月、メインキャラクターのうち「102期生」の3人が『Link!Like!ラブライブ!』上のストーリーから卒業。翌4月からはメインキャラクターのうち「103期生」「104期生」が進級するとともに、2人のキャラクター（「104期生」と「105期生」の各1人）が入学、および転入。キャラクターを演じるキャスト2名も声優ユニットとしての蓮ノ空女学院スクールアイドルクラブに加入した。同年6月には完全新作の3Dアニメーション映画の制作が発表された。

## あらすじ

### 103期
「花咲きたい」という目標を持って、伝統校・蓮ノ空女学院に103期生として入学した日野下花帆は、2年生の乙宗梢に誘われ、スクールアイドルクラブに入部し、梢とユニット「スリーズブーケ」を結成する。
同じく1年生の村野さやかと2年生の夕霧綴理による「DOLLCHESTRA」、1年生の大沢瑠璃乃と2年生の藤島慈による「みらくらぱーく！」と、3ユニットを擁するスクールアイドルクラブは、スクールアイドルの全国大会「ラブライブ！」での優勝を目指し、日々活動に励むも、全国大会にて敗退してしまう。

### 104期
時が過ぎ、104期を迎えた蓮ノ空女学院に新入生が入学。104期生の百生吟子が「スリーズブーケ」に、徒町小鈴が「DOLLCHESTRA」に、安養寺姫芽が「みらくらぱーく！」にそれぞれ加入し、「ラブライブ！」での優勝を改めて目指す。
スクールアイドルクラブは無事全国大会進出を決めるものの、結果は瑞河女子高等学校の桂城泉によるソロユニット「Edel Note」と同率1位となり、優勝決定はプレーオフに持ち越される。直後に瑞河女子高等学校の廃校が決まり、同時に部活停止令が出されたことで、「Edel Note」がプレーオフに出場できなくなる危機が訪れるが、スクールアイドルクラブの協力により、部活停止令は実施が延期となる。
その後、花帆が入院中だった時の友人で、瑞河女子高等学校附属中学校の3年生であるセラス・柳田・リリエンフェルトが、瑞河女子高等学校のスクールアイドルとして出場する夢があり、その夢を叶えるために廃校を阻止することを目的として、泉と共に「ラブライブ！」優勝を目指していたことが判明。花帆を中心にスクールアイドルクラブがセラスの出場に向けて動き出し、特例でセラスの出場が認められる。
プレーオフは蓮ノ空女学院スクールアイドルクラブの9人と瑞河女子高等学校の泉・セラスによるユニット「Edel Note」の対決として開催され、蓮ノ空女学院スクールアイドルクラブの「ラブライブ！」優勝が決まる。
102期生である梢・綴理・慈は、104期の3月をもって蓮ノ空女学院を卒業。卒業後もスクールアイドルとして戻ってくる約束をスクールアイドルクラブの103・104期生と交わし、新たな夢に向かって歩み出す。

### 105期
102期生卒業後、スクールアイドルクラブは「ラブライブ！」に出場せず、全てのスクールアイドルが喜ぶような新たなイベントを企画することを決める。そのため、「ラブライブ！」出場を目指していた新入生が入部を辞退するという事態になり、あわや新入部員ゼロと思われたが、昨年の「ラブライブ！」で競ったセラスと泉が学院に入学・転入し、クラブに入部。総勢8人となったクラブは、新たな目標に向かって活動を開始する。

## 登場人物
現実世界の時間経過に合わせて進行し、キャラクターが進級・加齢する。

### 蓮ノ空女学院
石川県金沢市の山奥にある全寮制の女子高校。創立100年を数える伝統校であり、学問と芸術を重視した校風で知られる。校外活動には学校の許可が必要、金沢駅へのシャトルバスは週に1回しかないなど、生徒の校外への出入りは非常に厳しい。
ストーリーは103期生が入学する時点から開始する（102期生=2年生、101期生=3年生）。2024年4月からは104期生が入学し、102期生・103期生は一学年進級（102期生=3年生、103期生=2年生、104期生=1年生）。2025年3月をもって102期生が卒業、翌4月からは105期生が入学し、103期生・104期生は一学年進級している（103期生=3年生、104期生=2年生、105期生=1年生）。

#### 蓮ノ空女学院スクールアイドルクラブ
蓮ノ空女学院における、スクールアイドル活動を目的とした部活動。吟子の祖母が在学していた約50年前にも存在していた「芸楽部」という部活動を前身に、世間でスクールアイドルが流行したことを機に、十数年前（吟子が赤ん坊の頃）に現在の名前と目的に変更され、現在に至る。全国大会「ラブライブ！」での優勝経験もある。一方で部員は多くはなく、梢たち102期の上の世代（101期）は沙知1人のみ、更にその上の世代（100期）は0人だった。部長は102期開始時点では沙知、103・104期では梢、105期では花帆・さやかである。
クラブ内で3つのユニットを結成し、ユニット単位での活動を主体としてスクールアイドル活動を行なうという伝統があり、各ユニットごとに楽曲や衣装が受け継がれている。
部内のユニットについて
作中設定では、Edel Noteを除く3ユニットは、芸楽部がスクールアイドルクラブに変わったときに結成された。いくつかの楽曲・衣装は過去の所属メンバーの時代に製作され、現在まで受け継がれている。102期においては101期生である沙知が全ユニットを兼務する形で102期生3人とそれぞれのユニットを構成していたが、沙知が102期の秋に退部したため、いずれも物語開始時点では結成されておらず、スリーズブーケとDOLLCHESTRAは花帆とさやかが入部してから、みらくらぱーく！は慈が復帰してから結成された。103期の「ラブライブ！」石川予選に挑む際、各ユニットで出場している。Edel Noteは104期において瑞河女子高等学校に通っていた泉のソロユニット（後にセラスが加入）だったが、105期にセラスと泉が蓮ノ空に入学・転入した後に、蓮ノ空第4のユニットとして再結成された。

スリーズブーケ
- メンバー：大賀美沙知（102期）、日野下花帆（103 - 105期）、乙宗梢（102 - 104期）、百生吟子（104・105期）

DOLLCHESTRA（ドルケストラ）
- メンバー：大賀美沙知（102期）、村野さやか（103 - 105期）、夕霧綴理（102 - 104期）、徒町小鈴（104・105期）

みらくらぱーく！
- メンバー：大賀美沙知（102期）、大沢瑠璃乃（103 - 105期）、藤島慈（102 - 104期）、安養寺姫芽（104・105期）

Edel Note（エーデルノート）
- メンバー：セラス・柳田・リリエンフェルト（104期終盤 - 105期）、桂城泉（104・105期）

以下のメンバーの記載は103期時点での公式のメンバー順をベースに期生毎に並び替えたものである。なお、102期生は『Link!Like!ラブライブ!』のストーリー上では2025年3月をもって蓮ノ空女学院を卒業しており、翌4月以降はスクールアイドルクラブの部員では無いが、便宜上記載する。

##### 103期生
2023年4月入学、2025年度時点では3年生である。2025年6月より『蓮ノ三連華』を自称している。
日野下 花帆（ひのした かほ）
声 - 楡井希実
「スリーズブーケ」のメンバー。本作の主人公。
「花咲きたい」という目標を胸に、花卉農家を営む長野県の実家から、母の母校である蓮ノ空女学院へと入学してきた。幼少期は頻繁に入院するほど病弱だったため、完治後も心配性の両親から様々な活動制限を受けていた。自由を夢見て蓮ノ空に入学したが、実家暮らし以上に厳しい校則に絶望。一時は転校まで考えるも、梢やスクールアイドルクラブとの出会いで考え直し、学院での生活を決意する。
102期生の卒業後、「みんなを花咲かせる」と言う夢を叶えるために「ラブライブ！」に出場しないことを独断で決め、スクールアイドルクラブを退部しようとするが、他の部員も同じ夢に進もうとしていることがわかり、クラブに留まる。その際、さやかからクラブの部長に推薦され、さやかと共に部長となる。

村野 さやか（むらの さやか）
声 - 野中ここな
「DOLLCHESTRA」のメンバー。
姉の影響で幼い頃からフィギュアスケートを習っている。フィギュアスケートのスランプに陥り、それを解消するための新しい刺激としてスクールアイドルの活動を始める。真面目かつ誠実であり、パートナーの綴理の独特な言動に戸惑いながらも理解しようと努力している。
梢からは次期部長に推薦されるが、自身は態度を保留。102期生卒業後に大きな夢を持つ人が相応しいと、花帆に部長を推薦する。その際に花帆からお互いに出来ることを支え合うために、二人で部長をすることを提案され、花帆と共に部長となる。

大沢 瑠璃乃（おおさわ るりの）
声 - 菅叶和
「みらくらぱーく！」のメンバー。
慈とは小学生の頃の幼馴染。カリフォルニアへと2年ほど留学していたが、慈とスクールアイドル活動をするために、夏休みの直前頃に蓮ノ空女学院へと編入して来た。
明るく元気で、誰とでも仲良くなれる性格。しかし周囲に対して非常に気を遣う性格でもあり、それに体力を使いすぎると「充電切れ」になってしまう。充電が切れると一気にダウナーな性格となり、人前から逃げてしまうようになる。学業はそれなりだが、英会話はあまりうまくない。

##### 102期生
2022年4月入学（設定上）、2025年3月卒業。1年生だった際に大賀美沙知によって『蓮ノ大三角』と名付けられている。蓮ノ空女学院卒業後はスクールアイドルでは無くなっている。
乙宗 梢（おとむね こずえ）
声 - 花宮初奈
「スリーズブーケ」のメンバー。102期で大賀美沙知が引退してから、104期で卒業するまではスクールアイドルクラブの部長であった。
音楽一家の生まれで、幼い頃より多数の楽器に触れて来た。将来は音楽家となることを待望されていたが、憧れのスクールアイドルになるために、家族を説得してラブライブ！優勝経験のある蓮ノ空女学院へとやってきた。完璧に見えて、絵画や機械の扱いが苦手な一面があるが、本人は自覚がない。
「ラブライブ！」優勝が唯一の夢だったこともあって、優勝後は燃え尽きてしまい、曲が作れなくなるスランプに陥るが、「最高のライブを上回るライブを何度も築く」と言う新たな夢を見つけ、曲を完成させる。卒業後は、夢を叶えるために音楽大学の声楽学科に進学。

夕霧 綴理（ゆうぎり つづり）
声 - 佐々木琴子
「DOLLCHESTRA」のメンバー。
ぼーっとした性格で、独特の会話のセンスを持つ。ステージ上では卓越したパフォーマンスを見せるが、不思議な雰囲気などから周囲からは近寄り難い天才と思われている。しかし本人は寂しがりやでもあり、人懐っこいところもある。
他人を支えて寄り添う夢を持つと、卒業後は教員になるため進学。

藤島 慈（ふじしま めぐみ）
声 - 月音こな
「みらくらぱーく！」のメンバー。
小学生の頃からタレント活動を行なっており、自身が可愛く見られるように努力をしている。ただし興味のないことには一切の関心がないため、勉強が苦手であり、成績は振るっていない。
スクールアイドルクラブには1年生の頃から所属していたが、ラブライブ！出場前の文化祭ステージで負傷。怪我は治ったものの、それがトラウマとなり、ステージでのパフォーマンスが出来なくなったため休部していた。幼馴染の瑠璃乃の言葉と行動によりトラウマを払拭し、活動を再開する。
当初は卒業後にタレント活動に復帰する予定であったが、最終的に他人に敷かれたレールを走りたくないと断り、世界中を夢中にさせる夢を叶えるために、海外へパフォーマンス修行をすることにした。
スクコネとは別に、個人の配信チャンネル「ハロめぐチャンネル」を運営している。「ハロめぐー！」「バイめぐー！」などの挨拶がある。

##### 104期生
2024年4月入学（泉は2025年4月に編入）、2025年度時点では2年生である。吟子、小鈴、姫芽は2024年10月より『蓮ノ小三角』を自称している。
百生 吟子（ももせ ぎんこ）
声 - 櫻井陽菜
「スリーズブーケ」のメンバー。
加賀縫いを生業とする家系に生まれた、伝統工芸をこよなく愛する女の子。祖母が蓮ノ空女学院芸楽部のOGであることから、スクールアイドルクラブに入部することを夢見て入学した。
生真面目な性格で、友人があまりいなかったこともあり、同年代の人との接し方に慣れていない。
入部当初は祖母から聴いていた「逆さまの歌」を歌うことを夢見て、所属ユニット未定としつつ「スリーズブーケ」の練習に参加していた。その「逆さまの歌」がスクールアイドルクラブに存在しないことが判明したショックでクラブの活動に参加しなくなるが、「Reflection in the mirror」として形を変えて引き継がれていることを知り、正式に「スリーズブーケ」に加入する形で復帰した。
普段着として和服（着物）を愛用している。

徒町 小鈴（かちまち こすず）
声 - 葉山風花
「DOLLCHESTRA」のメンバー。
福井県敦賀市周辺の漁師の家に生まれた、大家族の末っ子。家族に対する反発から自分自身を変えるために全寮制である蓮ノ空女学院に入学し、スクールアイドルクラブで活躍するさやかに憧れて、クラブに入部した。
一人称は「徒町」で、純粋な性格をしている。得意なことは何もなく、自分を卑下することもあるが、それゆえに色々なことにチャレンジする前向きな行動力を持っている。

安養寺 姫芽（あんようじ ひめ）
声 - 来栖りん
「みらくらぱーく！」のメンバー。
学生大会での優勝経験もある生粋のゲーマーで、eスポーツの一芸で蓮ノ空に入学した。何もやることがなかった時期に偶然みらくらぱーく！の活動を見たことから、彼女たちに憧れた。
ゲーマーとしては「ツマヨウ寺」の名前で実況配信をしていたこともあり、トークに関しては一日の長がある。一方で、みらくらぱーく！に対してはメンバーとしての自覚よりファン心理が勝ってしまい、おどおどしてしまう。

桂城 泉（かつらぎ いずみ）
声 - 進藤あまね
104期時点では長野県にある瑞河女子高等学校のスクールアイドル部所属のスクールアイドルであり、ソロユニット「Edel Note」として活動していた。瑞河が廃校となったため、105期に蓮ノ空女学院に転入し、セラスとともにスクールアイドルクラブ所属となっている。
同学年の吟子たちから年上と勘違いされるほど、大人っぽい雰囲気を持つ。個人的な夢や目標を持たず、他人の夢を叶える協力をすることで、その者の熱意などを自分のもののように感じることができる。そのため、「他人に協力する」ことが大事なのであり、スクールアイドルやラブライブ!が好きなわけではない。知らないダンサーたちと初めて会ったにもかかわらず即興で息の合ったパフォーマンスをするなど、ダンサーとしての力量は高い。他にも複数のジャンルで優秀な成績を修めているマルチタレント。
元々は東京で俳優として活動しており、瑞河をラブライブ!で優勝させたいセラスにスカウトされ、瑞河に入学した。セラスからスクールアイドルのいろはを指南され、スクコネで3か月連続でMVPを獲得し、今年度の優勝候補と評されていた。ラブライブ!県予選前に吟子たち104期生が街中の公園で出会った際に、先輩たちとの力量差に悩んでいた吟子たちにアドバイスを送る。ラブライブ!には「Edel Note」としてソロで挑戦し、中部大会を突破。決勝大会にて蓮ノ空と同率1位となり、その後のプレーオフではセラスと2人組ユニットとなって挑戦するも敗退する。
105期に蓮ノ空女学院へ編入し、セラスと同時にクラブへ入部。当初は、梢がいなくなった穴を埋める形で協力するためにスリーズブーケに入ろうとするが、セラスの要望により、Edel Noteを再結成することになる。

##### 105期生
2025年4月入学、2025年度時点では1年生である。
セラス・柳田・リリエンフェルト（せらす・やなぎだ・りりえんふぇると）
声 - 三宅美羽
104期時点では長野県にある瑞河女子高等学校附属中学校に通う中学3年生であった。
花帆の幼馴染で、彼女と同時期に同じ病院に入院していた「院友（いんとも）」。花帆を「花（はな）ちゃん」と呼び、花帆からは「せっちゃん」と呼ばれる。泉が歌う曲を作った。
過去、病気のためにバイオリニストとしての夢を断たれて希望を失っていたとき、当時の瑞河のスクールアイドルに励まされ、己も瑞河のスクールアイドルとしてラブライブ!のステージに立つことを夢見るようになる。しかし、自分が高校に入学する前に瑞河が廃校となることを知り、それを撤回させるため、今年度（蓮ノ空でいう104期）のラブライブ!で瑞河を優勝させるべく、泉をスカウトした。104期の竜胆祭では、日野下家と一緒に蓮ノ空を訪れ、花帆との久しぶりの再会を喜んだ。泉が中部大会を突破したときの報道で、泉のスクールアイドル活動に協力していることを花帆に知られ、すべてを明かして決勝大会に臨む。決勝で瑞河と蓮ノ空が同率1位となってプレーオフが開催されることが決定した直後、瑞河の廃校も決定。夢が叶わなくなったことが決定的となったが、それを知った花帆たちの提案で、セラスを特例でステージに立たせるべく、全国のスクールアイドルとファンにラブライブ!運営への呼びかけが成功し、プレーオフの舞台で歌えるようになった。プレーオフでは泉のソロユニットであるEdel Noteに加入して、挑戦。惜しくも敗退したが、夢は叶った。
瑞河が廃校となった後の蓮ノ空105期の年度にて蓮ノ空女学院に進学し、泉とともにスクールアイドルクラブに入部。泉にスクールアイドルを好きにさせるため、Edel Noteを再結成する。

#### 学校関係者
大賀美 沙知（おおがみ さち）
声 - 小原好美
蓮ノ空女学院の生徒会長。101期生。学院理事長の孫。
過去にスクールアイドルクラブに所属していたが、学院経営陣の一派が生徒の自由を規制しようとしたため、生徒会長になるべく2年生（102期）の秋頃に引退した。そのため、102期生の3人とは大なり小なりわだかまりがあったが、103期生の行動もあって解消した。後輩である6人、そして学院の生徒たちをあたたかく見守り、彼女たちの学生生活を実りあるものにするため、規制派との戦いに尽力。103期の終わりとともに、スクールアイドルクラブの面々に見送られ、学院を卒業した。スクールアイドルクラブ所属時は「スリーズブーケ」「DOLLCHESTRA」「みらくらぱーく！」の全3ユニットを兼任していた。
えな、びわこ、しいな
声 - 前田玲奈（えな）、飯田ヒカル（びわこ）、月城莉奈（しいな）
花帆とさやかのクラスメートの103期生。花帆と同様に蓮ノ空の環境に青春を諦めていたが、頑張る花帆の姿を見て勇気をもらい、花帆たちを応援するようになる。その後、自身たちも頑張るために合唱部へと入部している。
寮母
声 - 大久保ちか
学生寮の寮母。

### スクールアイドルクラブの親族
花帆の母
声 - 松井菜桜子
花帆の母。蓮ノ空女学院の卒業生。在学当時の思い出を花帆に語り、彼女が蓮ノ空女学院に入学するきっかけを作ったが、全寮制でほとんど自由がなく、花帆が夢見ていた、遊びも買い食いもできる自由な高校生活が不可能であることは言わなかった。

日野下 ふたば、日野下 みのり
声 - 宮村蒼 → 織部はるか（ふたば）、梅岡希（みのり）
花帆の妹。双子。姉のことが大好きで、スクールアイドル活動をしている姉の様子を、スクコネを通じて見守り、応援している。

村野 つかさ
声 - 豊田萌絵
さやかの姉。将来を有望されたフィギュアスケーターであったが、怪我により引退。そのことがショックで一時期は家に引きこもっていたが、現在は外出できる程度には立ち直っている。

吟子の祖母
声 - 能登麻美子
吟子の祖母。加賀繡の職人。蓮ノ空女学院の卒業生であり、スクールアイドルクラブの前身である芸楽部のOGでもある。吟子がスクールアイドルクラブに入部する動機となった。

姫芽の姉
声 - 駒形友梨
姫芽の姉。多忙な両親に代わって、姫芽の面倒を見ていた。姫芽にゲーミングパソコンを与え、彼女がゲームにハマるきっかけを作った。

慈の母
声 - 田村ゆかり
慈の母。慈がタレントになる前はジュエリーデザイナーとして働いていたが、娘の芸能活動を機に休みの取りやすい部署へ異動した。慈はそれを知らず、今でもデザイナーをしていると思っていた。

### 金沢の住民
れいかさん
声 - 上間江望
近江町市場で働いている女性。クラブが市場で奉仕活動等をする際の窓口係のようなことをしており、綴理たち102期生のことも彼女たちが1年生のころから知っている。
大道 広実（おおみち ひろみ）
声 - 香里有佐
近江町市場でアルバイトしている少女。104期生と同学年。
スクールアイドルを目指すも、自身の学校のスクールアイドル部には入部試験があり、試験に合格できなかった。他のスクールアイドル自体も好きであり、特に蓮ノ空に対してはファンと言っても差し支えない。市場に訪れた小鈴と出会い、事情を聴いてくれた彼女から、間もなく行われる入部試験に合格できるよう、色々と教えてもらう。
実は、昨年の入部試験後に起こった友人のトラブルの責任を負って退学しており、入部試験を受けるというのは嘘であった。スクールアイドルになりたいという自分の気持ちにケリをつけるために小鈴に指南をしてもらっていたが、いよいよ騙しきれないと考え、アルバイトもやめて姿を消そうとする。小鈴は、広実が嘘をついていたとしても、スクールアイドルになりたいという気持ちは嘘ではないと考え、スクールアイドルになりたいけど事情があってなれない子たちのために、自由に衣装を借りてステージに上がれるイベントを開催。広実はイベントを参加し、未練を断ち切ることができた。

### 『ラブライブ！flowers*』の登場人物
片城 澄奈（かたしろ すみな）
大伴女子学園のスクールアイドルであり、梢の幼なじみで同学年。彼女をライバル視している。
梢とは仲の良い関係であったものの、一緒に取り組んでいたピアノで彼女との才覚の差を見せつけられ、高校入学を気にスクールアイドルに転向する。大伴女子学園のスクールアイドル部に所属し、昨年（蓮ノ空女学院でいう102期）の「ラブライブ!」に出場、地区予選を突破するも、怪我により地方予選は欠場する。地方予選にて梢たち蓮ノ空女学院のパフォーマンスを見て感動するが、梢たちが身内の事情により全国大会への出場を辞退したため、梢に対して疑念を抱くようになる。

## Link!Like!ラブライブ！
2023年5月20日にリリースされたiOS / Android用アプリケーション。配信はオッドナンバー。タイトルは公募によって決定された。4月15日から機能を制限したアーリーアクセス版がリリースされ、5月20日より正式サービスが開始された。
ゲーム内には主に4つのコンテンツが存在し、それぞれを通してアイドルを応援することができる。

### 活動記録
フルボイス・フル3Dムービーで描かれるストーリーモード。最新のエピソード以外はYouTubeでも公開されている。現実のスクールカレンダーと連動しており、2023年4月のエピソードは現実の2023年4月に公開される。全て公開時にアプリ内でゲームプレイ等を要さず無条件に視聴可能である。

### スクールアイドルコネクト
チャットやスタンプをリアルタイムで投稿することができるライブ動画配信機能。略称は「スクコネ」。
配信コンテンツはキャラクターによる生配信番組の「With×MEETS」とキャラクターによる3Dライブの「Fes×LIVE」からなる。いずれもキャスト本人によるリアルタイムモーションキャプチャとリアルタイム発言、生歌で構成されている。
前述の活動記録と時間軸を前後しながら配信される。「活動記録」と異なり、現実における配信時間と作中における配信時間は完全にリンクしている。ストーリーと同一の物語世界で行われており、コメントへの反応を含む全ての発言が物語世界の公式発言としてストーリーに組み込まれる。また声優によるリアルイベントも物語世界の出来事に組み込まれることがある。ユーザーからのコメントも可能で、キャラクターがリアルタイムで反応する。
一方で、キャラクターの知らない現実世界の情報や「活動記録」を元にしたコメントへは反応しないことがルールの一つとなっている。
アーカイブはアプリ内で視聴可能で、一定期間後にYouTubeにも公開される。
演者の都合（体調不良など）が生じた場合は、配信自体を取りやめたり、他のメンバーが代理で出演したり、演者は出演するものの歌唱はせず、既存音源を使うなどの対応が行われる。
With×MEETS
キャラクター自身による、トークを主体とした生配信番組。基本的には週3回の配信があり、スクールカレンダー上のテスト期間や休暇期間、その他ストーリー上の理由付けにより配信にも休みが入る。当初は配信終了後に視聴できる手段がYouTubeに限られていたが、2023年7月19日よりアプリ内にアーカイブが実装された。
2023年6月以降の配信には基本的に「With×Meets AFTER」が本編終了後に配信されている。視聴するには「ギフト」を一定数送る必要がある。当初はアーカイブ配信から「ギフト」を送ることは出来なかったため、「AFTER」を視聴するには配信枠が開いている当日中に「ギフト」を送る必要があったが、2024年4月19日にアーカイブからも送れるように変更された。
なお、アプリがリリースされる前の配信、ならびに藤島慈がスクールアイドルクラブに復帰する前の「ハロめぐチャンネル！」配信はYouTubeのみで公開されている。また、一部企画でYouTubeのみの配信となる場合がある。
Fes×LIVE
キャラクター自身による生配信ライブステージ。基本的に月末に開催され、それまでのストーリーやWith×MEETS配信を踏まえた物語の延長線上でライブを行っている。前述のようにキャスト本人によるリアルタイムモーションキャプチャと生歌が特徴。103期は月に1回開催されていたが、予算上の都合により104期は3ヶ月に1回の開催となった。105期では2ヶ月に1回の開催となる。
2023年6月以降、本編終了後には「Fes×LIVE AFTER」が配信され、C席以上の「Fes×LIVEチケット」を所持している場合に視聴が可能となる。
2025年1月開催の「104期 3rd Term Fes×LIVE」までは「Fes×LIVE AFTER」を除き、YouTubeでリアルタイム配信が実施されていた（アーカイブ配信も実施）。同年3月開催の「104期 Final Term Fes×LIVE」以降は、ブラウザ上でのリアルタイム配信は新たに導入される「Fes×LIVE -WEB VIEW-」に切り替わり、YouTubeではアーカイブのみの配信となる。
103期7月度からはイオンシネマの一部映画館にてライブビューイングが実施されている。9月度からはFes×LIVE AFTERまで上映されている。
会場はバーチャルライブ上で開催された場所であり、現実にライブが開催された場所では無い。
| 公演年 | タイトル                                                   | 出演メンバー                                            | 公演日・会場                     | 備考                     |
| ------ | ---------------------------------------------------------- | ------------------------------------------------------- | -------------------------------- | ------------------------ |
| 2023年 | 103期新入生入部記念Fes×LIVE                                | スリーズブーケ DOLLCHESTRA                              | 4月16日 蓮ノ空女学院 音楽堂      |                          |
| 2023年 | 103期4月度Fes×LIVE                                         | スリーズブーケ DOLLCHESTRA                              | 5月1日 卯辰山公園 ふれあい広場   |                          |
| 2023年 | 103期5月度Fes×LIVE                                         | スリーズブーケ DOLLCHESTRA                              | 5月31日 蓮ノ空女学院 音楽堂      |                          |
| 2023年 | 103期6月度Fes×LIVE＠撫子祭                                 | スリーズブーケ DOLLCHESTRA                              | 6月29日 蓮ノ空女学院 音楽堂      | 「Fes×LIVE AFTER」開始。 |
| 2023年 | 103期7月度Fes×LIVE                                         | スリーズブーケ DOLLCHESTRA 大沢瑠璃乃（菅叶和）         | 7月31日 金沢駅東広場（鼓門前）   |                          |
| 2023年 | 103期8月度Fes×LIVE 〜スペシャルサマーライブ〜              | スリーズブーケ DOLLCHESTRA みらくらぱーく！             | 8月30日 徳光海岸                 |                          |
| 2023年 | 103期9月度Fes×LIVE                                         | スリーズブーケ DOLLCHESTRA みらくらぱーく！             | 9月28日 蓮ノ空女学院 音楽堂      |                          |
| 2023年 | 103期10月度Fes×LIVE＠竜胆祭                                | スリーズブーケ DOLLCHESTRA みらくらぱーく！             | 10月30日 蓮ノ空女学院 音楽堂     | [ 注釈 26 ]              |
| 2023年 | 103期11月度Fes×LIVE                                        | スリーズブーケ DOLLCHESTRA みらくらぱーく！             | 11月29日 金沢城公園              |                          |
| 2023年 | 103期12月度Fes×LIVE 〜ラブライブ！北陸地方予選大会〜       | スリーズブーケ DOLLCHESTRA みらくらぱーく！             | 12月28日 蓮ノ空女学院 音楽堂     | AFTER無し。              |
| 2024年 | 103期1月度Fes×LIVE                                         | スリーズブーケ DOLLCHESTRA みらくらぱーく！             | 1月31日 石川県立図書館           |                          |
| 2024年 | 103期2月度Fes×LIVE                                         | るりのとゆかいなつづりたち かほめぐ♡じぇらーと 蓮ノ休日 | 2月29日 蓮ノ空女学院 音楽堂      |                          |
| 2024年 | 103期3月度Fes×LIVE＠蓮華祭                                 | スリーズブーケ DOLLCHESTRA みらくらぱーく！             | 3月28日 蓮ノ空女学院 第二音楽堂  |                          |
| 2024年 | 104期 OPENING！Fes×LIVE                                    | スリーズブーケ DOLLCHESTRA みらくらぱーく！             | 4月29日 卯辰山公園 ふれあい広場  |                          |
| 2024年 | 104期 1st Term Fes×LIVE 〜TWINKLE STAR FESTIVAL!!〜        | スリーズブーケ DOLLCHESTRA みらくらぱーく！             | 7月31日 金沢駅東広場（鼓門前）   |                          |
| 2024年 | 104期 2nd Term Fes×LIVE AUTUMN LINKED CARNIVAL             | スリーズブーケ DOLLCHESTRA みらくらぱーく！             | 10月28日 蓮ノ空女学院 第二音楽堂 | [ 注釈 28 ]              |
| 2025年 | 104期 3rd Term Fes×LIVE 〜ラブライブ！決勝大会プレーオフ〜 | スリーズブーケ DOLLCHESTRA みらくらぱーく！ Edel Note   | 1月26日 非公表                   | [ 注釈 29 ]              |
| 2025年 | 104期 Final Term Fes×LIVE -蓮華祭- 〜102期生 卒業ライブ〜  | スリーズブーケ DOLLCHESTRA みらくらぱーく！             | 3月30日 蓮ノ空女学院 第二音楽堂  |                          |
| 2025年 | 105期OPENING！Fes×LIVE                                     | スリーズブーケ DOLLCHESTRA みらくらぱーく！ Edel Note   | 4月30日 蓮ノ空女学院 第二音楽堂  |                          |
| 2025年 | 105期 1st Term Fes×LIVE -撫子祭-                           | スリーズブーケ DOLLCHESTRA みらくらぱーく！ Edel Note   | 6月29日 蓮ノ空女学院 第二音楽堂  |                          |

### スクールアイドルステージ
「新感覚！ミュージカルカードゲーム」と銘打たれている。略称は「スクステ」。
カードを編成し、楽曲に合わせてカードのスキルを使用することでハート（スコア）を稼いでいく。カードはガチャやイベントなどで獲得することができる。カードは育成することでストーリー展開に即したボイスメッセージを聴くことができる。カードイラストはホーム画面に飾ったり、ユーザープロフィールやサークルでのアイコンに使用したりできる。

### スクールアイドルショウ
2025年5月20日に実装されたリズムゲーム。略称は「スクショウ」。
カードを編成し、楽曲に合わせて上部から流れてくるノーツをタイミングよくタップすることでスコアを稼いでいく。カードは「スクステ」と共通。

### 使用楽曲

#### オリジナル曲
| 楽曲                                       | 歌唱                                                                 | 作詞                           | 作曲                                    | 編曲                                    | 初収録CD                                                         | ゲーム実装日   | 備考                                                          |
| 103期                                      | 103期                                                                | 103期                          | 103期                                   | 103期                                   | 103期                                                            | 103期          | 103期                                                         |
| ------------------------------------------ | -------------------------------------------------------------------- | ------------------------------ | --------------------------------------- | --------------------------------------- | ---------------------------------------------------------------- | -------------- | ------------------------------------------------------------- |
| 永遠のEuphoria (4人Ver.)                   | 蓮ノ空女学院スクールアイドルクラブ                                   | KOMU                           | オオヤギヒロオ                          | オオヤギヒロオ                          | N/A                                                              | 2023年05月20日 | [ 注釈 31 ]                                                   |
| On your mark                               | 蓮ノ空女学院スクールアイドルクラブ                                   | Kanata Okajima Hayato Yamamoto | EFFY                                    | EFFY                                    | Dream Believers                                                  | 2023年05月20日 |                                                               |
| 水彩世界                                   | スリーズブーケ                                                       | ケリー                         | 栗原暁 前田佑                           | 前田佑                                  | Dream Believers                                                  | 2023年05月20日 | 「活動記録(ストーリー)」第1話楽曲                             |
| Reflection in the mirror                   | スリーズブーケ                                                       | ケリー                         | 桃宇アリサ めんま                       | めんま                                  | Reflection in the mirror                                         | 2023年05月20日 | 「活動記録(ストーリー)」第3話楽曲                             |
| AWOKE                                      | DOLLCHESTRA                                                          | TATSUNE                        | Kanata Okajima Hayato Yamamoto          | Hayato Yamamoto                         | Dream Believers                                                  | 2023年05月20日 | 「活動記録(ストーリー)」第4話楽曲                             |
| Sparkly Spot                               | DOLLCHESTRA                                                          | TATSUNE                        | 渡辺拓也                                | 渡辺拓也                                | Sparkly Spot                                                     | 2023年05月20日 | 「活動記録(ストーリー)」第6話楽曲                             |
| フォーチュンムービー                       | スリーズブーケ                                                       | ケリー                         | 桃宇アリサ めんま                       | めんま                                  | Reflection in the mirror                                         | 2023年05月20日 |                                                               |
| Mix shake!!                                | スリーズブーケ                                                       | ケリー                         | 川崎智哉                                | 川崎智哉                                | Reflection in the mirror                                         | 2023年05月20日 |                                                               |
| ツキマカセ                                 | DOLLCHESTRA                                                          | TATSUNE                        | 福田陽司                                | 渡辺和紀                                | Sparkly Spot                                                     | 2023年05月20日 |                                                               |
| 希望的プリズム                             | DOLLCHESTRA                                                          | TATSUNE                        | 水流雄一朗 室屋優美 Haruka Kato         | 水流雄一朗                              | Sparkly Spot                                                     | 2023年05月20日 |                                                               |
| 謳歌爛漫                                   | スリーズブーケ                                                       | ケリー                         | 小野寺祐輔                              | 河合泰志                                | Holiday∞Holiday / Tragic Drops                                   | 2023年05月20日 | 「Fes×LIVE」2023年4月度楽曲                                   |
| スケイプゴート                             | DOLLCHESTRA                                                          | TATSUNE                        | Hiroki Sagawa 武田城以                  | 武田城以                                | Holiday∞Holiday / Tragic Drops                                   | 2023年05月20日 | 「Fes×LIVE」2023年4月度楽曲                                   |
| Holiday∞Holiday                            | スリーズブーケ                                                       | ケリー                         | 桃宇アリサ めんま                       | めんま                                  | Holiday∞Holiday / Tragic Drops                                   | 2023年05月20日 | 「Fes×LIVE」2023年5月度楽曲                                   |
| Tragic Drops                               | DOLLCHESTRA                                                          | TATSUNE                        | Kanata Okajima Hayato Yamamoto          | Hayato Yamamoto                         | Holiday∞Holiday / Tragic Drops                                   | 2023年05月20日 | 「Fes×LIVE」2023年5月度楽曲                                   |
| DEEPNESS                                   | 蓮ノ空女学院スクールアイドルクラブ                                   | 桃宇アリサ                     | 古河夕                                  | EFFY                                    | 眩耀夜行 Mirage Voyage                                           | 2023年06月30日 | 「活動記録(ストーリー)」第8話楽曲 「Fes×LIVE」2023年6月度楽曲 |
| Dream Believers (4人Ver.)                  | 蓮ノ空女学院スクールアイドルクラブ                                   | 畑亜貴                         | 渡辺拓也                                | 渡辺拓也                                | N/A                                                              | 2023年07月31日 | [ 注釈 33 ]                                                   |
| 眩耀夜行                                   | スリーズブーケ                                                       | ケリー                         | 小野寺祐輔                              | 脇眞富                                  | 眩耀夜行                                                         | 2023年07月31日 | 「Fes×LIVE」2023年7月度楽曲                                   |
| Mirage Voyage                              | DOLLCHESTRA                                                          | TATSUNE                        | Kanata Okajima Hayato Yamamoto          | Hayato Yamamoto                         | Mirage Voyage                                                    | 2023年07月31日 | 「Fes×LIVE」2023年7月度楽曲                                   |
| Kawaii no susume                           | スリーズブーケ                                                       | ケリー                         | 佐藤厚仁                                | 佐藤厚仁 Kijibato                       | 眩耀夜行                                                         | 2023年08月15日 |                                                               |
| ジブンダイアリー                           | DOLLCHESTRA                                                          | TATSUNE                        | 栗原暁 前田佑                           | 前田佑                                  | Mirage Voyage                                                    | 2023年08月15日 |                                                               |
| 永遠のEuphoria                             | 蓮ノ空女学院スクールアイドルクラブ                                   | KOMU                           | オオヤギヒロオ                          | オオヤギヒロオ                          | Dream Believers                                                  | 2023年08月30日 |                                                               |
| 夏めきペイン                               | 蓮ノ空女学院スクールアイドルクラブ                                   | 指原莉乃                       | 栗原暁 前田佑                           | 前田佑                                  | 夏めきペイン                                                     | 2023年08月30日 | 「Fes×LIVE」2023年8月度楽曲                                   |
| ド！ド！ド！                               | みらくらぱーく！                                                     | ろさ                           | 山本玲史                                | 山本玲史                                | Dream Believers                                                  | 2023年08月30日 | 「活動記録(ストーリー)」第10話楽曲                            |
| ハクチューアラモード                       | みらくらぱーく！                                                     | ナユタン星人                   | ナユタン星人                            | ナユタン星人                            | 夏めきペイン                                                     | 2023年08月30日 |                                                               |
| ココン東西                                 | みらくらぱーく！                                                     | ろさ                           | Ryu                                     | Ryu                                     | 夏めきペイン                                                     | 2023年08月30日 |                                                               |
| 残陽                                       | スリーズブーケ                                                       | ケリー                         | 小野寺祐輔                              | 小野寺祐輔                              | 夏めきペイン                                                     | 2023年09月20日 |                                                               |
| パラレルダンサー                           | DOLLCHESTRA                                                          | TATSUNE                        | 家原正樹                                | 家原正樹                                | 夏めきペイン                                                     | 2023年09月20日 |                                                               |
| Dream Believers                            | 蓮ノ空女学院スクールアイドルクラブ                                   | 畑亜貴                         | 渡辺拓也                                | 渡辺拓也                                | Dream Believers                                                  | 2023年09月28日 | 「Link！Like！ラブライブ！」主題曲                            |
| アイデンティティ                           | みらくらぱーく！                                                     | ろさ                           | 大熊淳生                                | 大熊淳生                                | アイデンティティ                                                 | 2023年09月28日 | 「Fes×LIVE」2023年9月度楽曲                                   |
| 素顔のピクセル                             | スリーズブーケ                                                       | ケリー                         | 桃宇アリサ めんま                       | めんま                                  | 素顔のピクセル                                                   | 2023年09月29日 | 「Fes×LIVE」2023年9月度楽曲                                   |
| Take It Over                               | DOLLCHESTRA                                                          | TATSUNE                        | LiCu                                    | LiCu                                    | Take It Over                                                     | 2023年09月29日 | 「Fes×LIVE」2023年9月度楽曲                                   |
| Legato                                     | 蓮ノ空女学院スクールアイドルクラブ                                   | PA-NON                         | 浅利進吾                                | 山下洋介                                | 夏めきペイン                                                     | 2023年10月21日 |                                                               |
| Trick & Cute                               | 蓮ノ空女学院スクールアイドルクラブ                                   | KOMU                           | 志村真白                                | EFFY                                    | Link to the FUTURE                                               | 2023年10月30日 | 「Fes×LIVE」2023年10月度楽曲                                  |
| 千変万華                                   | スリーズブーケ                                                       | ケリー                         | 大熊淳生                                | 大熊淳生                                | 素顔のピクセル                                                   | 2023年10月30日 | 「Fes×LIVE」2023年10月度楽曲                                  |
| KNOT                                       | DOLLCHESTRA                                                          | TATSUNE                        | Kanata Okajima Hayato Yamamoto          | Hayato Yamamoto                         | Take It Over                                                     | 2023年10月30日 | 「Fes×LIVE」2023年10月度楽曲                                  |
| ノンフィクションヒーローショー             | みらくらぱーく！                                                     | ろさ                           | 要田健                                  | 要田健                                  | アイデンティティ                                                 | 2023年10月30日 | 「Fes×LIVE」2023年10月度楽曲                                  |
| Runway                                     | 村野さやか（野中ここな）                                             | PA-NON                         | 渡辺未来                                | 渡辺未来                                | N/A                                                              | 2023年10月30日 |                                                               |
| 明日の空の僕たちへ                         | 蓮ノ空女学院スクールアイドルクラブ                                   | KOMU                           | 家原正樹                                | 家原正樹                                | 夏めきペイン                                                     | 2023年11月20日 |                                                               |
| 青春の輪郭                                 | DOLLCHESTRA                                                          | TATSUNE                        | SHIBU                                   | SHIBU                                   | 夏めきペイン                                                     | 2023年11月20日 |                                                               |
| ツバサ・ラ・リベルテ                       | 蓮ノ空女学院スクールアイドルクラブ                                   | 桃宇アリサ                     | 山本玲史                                | 山本玲史                                | Link to the FUTURE                                               | 2023年11月29日 | 「Fes×LIVE」2023年11月度楽曲                                  |
| Yup! Yup! Yup!                             | 蓮ノ空女学院スクールアイドルクラブ                                   | Kanata Okajima                 | Kanata Okajima ArmySlick                | ArmySlick                               | 夏めきペイン                                                     | 2023年11月29日 |                                                               |
| Dear my future                             | スリーズブーケ                                                       | ケリー                         | Joshua Leung 不滅のアスカ               | Joshua Leung                            | 夏めきペイン                                                     | 2023年11月29日 |                                                               |
| シュガーメルト                             | スリーズブーケ                                                       | ケリー                         | 山下洋介                                | 山下洋介                                | 素顔のピクセル                                                   | 2023年12月20日 |                                                               |
| 飴色                                       | DOLLCHESTRA                                                          | TATSUNE                        | Aira                                    | Aira                                    | Take It Over                                                     | 2023年12月20日 |                                                               |
| 天才なのかもしれない                       | みらくらぱーく！                                                     | ろさ                           | 戸嶋友祐                                | 戸嶋友祐                                | アイデンティティ                                                 | 2023年12月20日 |                                                               |
| Link to the FUTURE                         | スリーズブーケ DOLLCHESTRA みらくらぱーく！                          | 畑亜貴                         | LiCu 古河夕                             | EFFY                                    | Link to the FUTURE                                               | 2023年12月28日 | 「Fes×LIVE」2023年12月度楽曲                                  |
| Special Thanks                             | スリーズブーケ                                                       | ケリー                         | めんま                                  | めんま                                  | Special Thanks / 青とシャボン / ミルク                           | 2024年01月31日 | 「Fes×LIVE」2024年1月度楽曲                                   |
| 青とシャボン                               | DOLLCHESTRA                                                          | TATSUNE                        | 佐藤厚仁                                | 佐藤厚仁                                | Special Thanks / 青とシャボン / ミルク                           | 2024年01月31日 | 「Fes×LIVE」2024年1月度楽曲                                   |
| ミルク                                     | みらくらぱーく！                                                     | ろさ                           | 桃宇アリサ めんま                       | めんま                                  | Special Thanks / 青とシャボン / ミルク                           | 2024年01月31日 | 「Fes×LIVE」2024年1月度楽曲                                   |
| Colorfulness                               | るりのとゆかいなつづりたち                                           | PA-NON                         | 川崎智哉                                | 川崎智哉                                | Colorfulness / ハッピー至上主義！ / Pleasure Feather             | 2024年02月29日 | 「Fes×LIVE」2024年2月度楽曲                                   |
| ハッピー至上主義！                         | かほめぐ♡じぇらーと                                                  | ろさ                           | 友清貴之                                | EFFY                                    | Colorfulness / ハッピー至上主義！ / Pleasure Feather             | 2024年02月29日 | 「Fes×LIVE」2024年2月度楽曲                                   |
| Pleasure Feather                           | 蓮ノ休日                                                             | Hayato Yamamoto                | 山岸洸一                                | 要田健                                  | Colorfulness / ハッピー至上主義！ / Pleasure Feather             | 2024年02月29日 | 「Fes×LIVE」2024年2月度楽曲                                   |
| BANG YOU グラビティ                        | みらくらぱーく！                                                     | ろさ                           | 山本玲史                                | 山本玲史                                | 以心☆電信                                                        | 2024年02月29日 |                                                               |
| 以心☆電信                                  | みらくらぱーく！                                                     | ろさ                           | Kijibato                                | Kijibato                                | 以心☆電信                                                        | 2024年03月10日 |                                                               |
| マハラジャンボリー                         | みらくらぱーく！                                                     | ろさ                           | サクマリョウ                            | サクマリョウ                            | 以心☆電信                                                        | 2024年03月20日 |                                                               |
| 抱きしめる花びら                           | 蓮ノ空女学院スクールアイドルクラブ                                   | Kanata Okajima                 | Kanata Okajima Hayato Yamamoto          | Hayato Yamamoto                         | 抱きしめる花びら                                                 | 2024年03月29日 | 「Fes×LIVE」2024年3月度楽曲                                   |
| STEP UP！                                  | 蓮ノ空女学院スクールアイドルクラブ                                   | 山岸洸一                       | 山岸洸一                                | 山岸洸一                                | 抱きしめる花びら                                                 | 2024年03月29日 | 「せーので！はすのそら！」テーマソング                        |
| 104期                                      |                                                                      |                                |                                         |                                         |                                                                  |                |                                                               |
| Dream Believers (104期Ver.)                | 蓮ノ空女学院スクールアイドルクラブ                                   | 畑亜貴                         | 渡辺拓也                                | 渡辺拓也                                | Dream Believers (104期Ver.)                                      | 2024年04月13日 |                                                               |
| On your mark (104期Ver.)                   | 蓮ノ空女学院スクールアイドルクラブ                                   | Kanata Okajima Hayato Yamamoto | EFFY                                    | EFFY                                    | Dream Believers (104期Ver.)                                      | 2024年04月13日 |                                                               |
| Reflection in the mirror (104期NEW Ver.)   | スリーズブーケ                                                       | ケリー                         | 桃宇アリサ めんま                       | ArmySlick                               | 月夜見海月                                                       | 2024年04月29日 |                                                               |
| Sparkly Spot (104期NEW Ver.)               | DOLLCHESTRA                                                          | TATSUNE                        | 渡辺拓也                                | 酒井拓也                                | Proof                                                            | 2024年04月29日 |                                                               |
| アイデンティティ (104期NEW Ver.)           | みらくらぱーく！                                                     | ろさ                           | 大熊淳生                                | 佐藤厚仁                                | ファンファーレ！！！                                             | 2024年04月29日 |                                                               |
| Mix shake!! (104期Ver.)                    | スリーズブーケ                                                       | ケリー                         | 川崎智哉                                | 川崎智哉                                | 蓮ノ空女学院スクールアイドルクラブ 104th Collection              | 2024年05月10日 |                                                               |
| Tragic Drops (104期Ver.)                   | DOLLCHESTRA                                                          | TATSUNE                        | Kanata Okajima Hayato Yamamoto          | Hayato Yamamoto                         | 蓮ノ空女学院スクールアイドルクラブ 104th Collection              | 2024年05月10日 |                                                               |
| ココン東西 (104期Ver.)                     | みらくらぱーく！                                                     | ろさ                           | Ryu                                     | Ryu                                     | 蓮ノ空女学院スクールアイドルクラブ 104th Collection              | 2024年05月10日 |                                                               |
| 365 Days                                   | 蓮ノ空女学院スクールアイドルクラブ                                   | 佐藤舞花                       | 園田健太郎                              | 園田健太郎                              | Bloom the smile, Bloom the dream!                                | 2024年05月19日 |                                                               |
| レディバグ                                 | DOLLCHESTRA                                                          | TATSUNE                        | 渡辺拓也                                | 鈴木雅也                                | Dream Believers (104期Ver.)                                      | 2024年05月31日 |                                                               |
| 千変万華 (104期Ver.)                       | スリーズブーケ                                                       | ケリー                         | 大熊淳生                                | 大熊淳生                                | 蓮ノ空女学院スクールアイドルクラブ 104th Collection              | 2024年06月10日 |                                                               |
| KNOT (104期Ver.)                           | DOLLCHESTRA                                                          | TATSUNE                        | Kanata Okajima Hayato Yamamoto          | Hayato Yamamoto                         | 蓮ノ空女学院スクールアイドルクラブ 104th Collection              | 2024年06月10日 |                                                               |
| ノンフィクションヒーローショー (104期Ver.) | みらくらぱーく！                                                     | ろさ                           | 要田健                                  | 要田健                                  | 蓮ノ空女学院スクールアイドルクラブ 104th Collection              | 2024年06月10日 |                                                               |
| Bloom the smile, Bloom the dream!          | 蓮ノ空女学院スクールアイドルクラブ                                   | 塚田耕平                       | 塚田耕平                                | 塚田耕平                                | Bloom the smile, Bloom the dream!                                | 2024年06月20日 |                                                               |
| みらくりえーしょん                         | みらくらぱーく！                                                     | ろさ                           | 桑原佑介                                | MOSAIC.WAV                              | Dream Believers (104期Ver.)                                      | 2024年06月30日 |                                                               |
| アオクハルカ                               | スリーズブーケ                                                       | ケリー                         | 鶴﨑輝一                                | 鶴﨑輝一                                | Dream Believers (104期Ver.)                                      | 2024年07月21日 |                                                               |
| 永遠のEuphoria (104期Ver.)                 | 蓮ノ空女学院スクールアイドルクラブ                                   | KOMU                           | オオヤギヒロオ                          | オオヤギヒロオ                          | Dream Believers (104期Ver.)                                      | 2024年07月31日 |                                                               |
| 月夜見海月                                 | スリーズブーケ                                                       | ケリー                         | 塚田耕平                                | 塚田耕平                                | 月夜見海月                                                       | 2024年07月31日 |                                                               |
| 眩耀夜行 (104期Ver.)                       | スリーズブーケ                                                       | ケリー                         | 小野寺祐輔                              | 脇眞富                                  | 蓮ノ空女学院スクールアイドルクラブ 104th Collection              | 2024年08月11日 |                                                               |
| Mirage Voyage (104期Ver.)                  | DOLLCHESTRA                                                          | TATSUNE                        | Kanata Okajima Hayato Yamamoto          | Hayato Yamamoto                         | 蓮ノ空女学院スクールアイドルクラブ 104th Collection              | 2024年08月11日 |                                                               |
| 以心☆電信 (104期Ver.)                      | みらくらぱーく！                                                     | ろさ                           | Kijibato                                | Kijibato                                | 蓮ノ空女学院スクールアイドルクラブ 104th Collection              | 2024年08月23日 |                                                               |
| 夏めきペイン (104期Ver.)                   | 蓮ノ空女学院スクールアイドルクラブ                                   | 指原莉乃                       | 栗原暁 前田佑                           | 前田佑                                  | 蓮ノ空女学院スクールアイドルクラブ 104th Collection              | 2024年08月31日 |                                                               |
| Proof                                      | DOLLCHESTRA                                                          | TATSUNE                        | 法戸祐樹                                | 佐藤厚仁                                | Proof                                                            | 2024年08月31日 |                                                               |
| DEEPNESS (ReC Ver.)                        | 蓮ノ空女学院スクールアイドルクラブ                                   | 桃宇アリサ                     | 古河夕                                  | EFFY                                    | 蓮ノ空女学院スクールアイドルクラブ 104th Collection              | 2024年09月13日 | [ 注釈 35 ]                                                   |
| Holiday∞Holiday (104期Ver.)                | スリーズブーケ                                                       | ケリー                         | 桃宇アリサ めんま                       | めんま                                  | 蓮ノ空女学院スクールアイドルクラブ 104th Collection              | 2024年09月22日 |                                                               |
| 希望的プリズム (104期Ver.)                 | DOLLCHESTRA                                                          | TATSUNE                        | 水流雄一朗 室屋優美 Haruka Kato         | 水流雄一朗                              | 蓮ノ空女学院スクールアイドルクラブ 104th Collection              | 2024年09月22日 |                                                               |
| ハクチューアラモード (104期Ver.)           | みらくらぱーく！                                                     | ナユタン星人                   | ナユタン星人                            | ナユタン星人                            | 蓮ノ空女学院スクールアイドルクラブ 104th Collection              | 2024年09月22日 |                                                               |
| Trick & Cute (104期Ver.)                   | 蓮ノ空女学院スクールアイドルクラブ                                   | KOMU                           | 志村真白                                | EFFY                                    | 蓮ノ空女学院スクールアイドルクラブ 104th Collection              | 2024年09月30日 |                                                               |
| ファンファーレ！！！                       | みらくらぱーく！                                                     | ろさ                           | Kijibato                                | Kijibato                                | ファンファーレ！！！                                             | 2024年09月30日 |                                                               |
| 素顔のピクセル (104期Ver.)                 | スリーズブーケ                                                       | ケリー                         | 桃宇アリサ めんま                       | めんま                                  | 蓮ノ空女学院スクールアイドルクラブ 104th Collection              | 2024年10月10日 |                                                               |
| Take It Over (104期Ver.)                   | DOLLCHESTRA                                                          | TATSUNE                        | LiCu                                    | LiCu                                    | 蓮ノ空女学院スクールアイドルクラブ 104th Collection              | 2024年10月10日 |                                                               |
| マハラジャンボリー (104期Ver.)             | みらくらぱーく！                                                     | ろさ                           | サクマリョウ                            | サクマリョウ                            | 蓮ノ空女学院スクールアイドルクラブ 104th Collection              | 2024年10月10日 |                                                               |
| Now or Never                               | 蓮ノ空女学院スクールアイドルクラブ                                   | 新谷風太                       | 古河夕                                  | 鈴木雅也                                | KEY of Like！                                                    | 2024年10月28日 |                                                               |
| Link to the FUTURE (104期Ver.)             | スリーズブーケ DOLLCHESTRA みらくらぱーく！                          | 畑亜貴                         | LiCu 古河夕                             | EFFY                                    | 蓮ノ空女学院スクールアイドルクラブ 104th Collection              | 2024年10月28日 |                                                               |
| ド！ド！ド！ (104期Ver.)                   | みらくらぱーく！                                                     | ろさ                           | 山本玲史                                | 山本玲史                                | 蓮ノ空女学院スクールアイドルクラブ 104th Collection              | 2024年11月16日 |                                                               |
| ジョーショーキリュー                       | みらくらぱーく！                                                     | ろさ                           | ハム                                    | ハム                                    | ハナムスビ / バアドケージ / ジョーショーキリュー                 | 2024年11月16日 |                                                               |
| ツバサ・ラ・リベルテ (104期Ver.)           | 蓮ノ空女学院スクールアイドルクラブ                                   | 桃宇アリサ                     | 山本玲史                                | 山本玲史                                | 蓮ノ空女学院スクールアイドルクラブ 104th Collection              | 2024年11月24日 |                                                               |
| AWOKE (104期Ver.)                          | DOLLCHESTRA                                                          | TATSUNE                        | Kanata Okajima Hayato Yamamoto          | Hayato Yamamoto                         | 蓮ノ空女学院スクールアイドルクラブ 104th Collection              | 2024年11月24日 |                                                               |
| バアドケージ                               | DOLLCHESTRA                                                          | TATSUNE                        | 伊藤聡汰                                | 平田祥一郎                              | ハナムスビ / バアドケージ / ジョーショーキリュー                 | 2024年11月24日 |                                                               |
| 水彩世界 (104期Ver.)                       | スリーズブーケ                                                       | ケリー                         | 栗原暁 前田佑                           | 前田佑                                  | 蓮ノ空女学院スクールアイドルクラブ 104th Collection              | 2024年12月01日 |                                                               |
| ハナムスビ                                 | スリーズブーケ                                                       | ケリー                         | 川崎智哉                                | 川崎智哉                                | ハナムスビ / バアドケージ / ジョーショーキリュー                 | 2024年12月01日 |                                                               |
| シュガーメルト (104期Ver.)                 | スリーズブーケ                                                       | ケリー                         | 山下洋介                                | 山下洋介                                | 蓮ノ空女学院スクールアイドルクラブ 104th Collection              | 2024年12月18日 |                                                               |
| 青春の輪郭 (104期Ver.)                     | DOLLCHESTRA                                                          | TATSUNE                        | SHIBU                                   | SHIBU                                   | 蓮ノ空女学院スクールアイドルクラブ 104th Collection              | 2024年12月18日 |                                                               |
| 天才なのかもしれない (104期Ver.)           | みらくらぱーく！                                                     | ろさ                           | 戸嶋友祐                                | 戸嶋友祐                                | 蓮ノ空女学院スクールアイドルクラブ 104th Collection              | 2024年12月18日 |                                                               |
| KEY of Like！                              | スリーズブーケ DOLLCHESTRA みらくらぱーく！                          | ケリー TATSUNE ろさ            | 渡辺拓也                                | 渡辺拓也                                | KEY of Like！                                                    | 2024年12月25日 |                                                               |
| AURORA FLOWER                              | スリーズブーケ DOLLCHESTRA みらくらぱーく！                          | 畑亜貴                         | 白戸佑輔                                | 白戸佑輔                                | AURORA FLOWER                                                    | 2025年01月26日 |                                                               |
| ゲッカビジン                               | 蓮ノ空女学院スクールアイドルクラブ                                   | 綺羅クリア                     | Giz'Mo Eunsol(1008) 石黑剛              | 渡辺和紀                                | AURORA FLOWER                                                    | 2025年02月05日 |                                                               |
| 全方位キュン♡                              | みらくらぱーく！                                                     | ろさ                           | Junky                                   | Junky                                   | 全方位キュン♡                                                    | 2025年02月17日 |                                                               |
| かくれんぼしよう                           | みらくらぱーく！                                                     | ろさ                           | 成本智美                                | Kotaro Egami                            | 全方位キュン♡                                                    | 2025年02月17日 |                                                               |
| ユメワズライ                               | スリーズブーケ                                                       | ケリー                         | 塚田耕平                                | 塚田耕平                                | ユメワズライ                                                     | 2025年02月28日 |                                                               |
| Chu! Chocolate                             | スリーズブーケ                                                       | ケリー                         | 塚田耕平                                | 塚田耕平                                | ユメワズライ                                                     | 2025年02月28日 |                                                               |
| COMPASS                                    | DOLLCHESTRA                                                          | TATSUNE                        | 四市田雲豹                              | 鈴木雅也                                | COMPASS                                                          | 2025年03月10日 |                                                               |
| レム                                       | DOLLCHESTRA                                                          | TATSUNE                        | 田仲圭太                                | 高木龍一                                | COMPASS                                                          | 2025年03月10日 |                                                               |
| 恋景色昭和ロマン                           | スリーズブーケ                                                       | 森雪之丞                       | きなみうみ                              | きなみうみ                              | おいでよ！石川大観光                                             | 2025年03月20日 |                                                               |
| ベジ・ラブ・ルー                           | DOLLCHESTRA                                                          | MIZUE                          | すみだしんや                            | 前嶋康明                                | おいでよ！石川大観光                                             | 2025年03月20日 |                                                               |
| マハラジャンボリーⅡ                        | みらくらぱーく！                                                     | zopp                           | Shusui                                  | 大久保薫                                | おいでよ！石川大観光                                             | 2025年03月20日 |                                                               |
| おいでよ！石川大観光                       | 蓮ノ空女学院スクールアイドルクラブ                                   | 新谷風太                       | 白戸佑輔                                | 白戸佑輔                                | おいでよ！石川大観光                                             | 2025年03月20日 |                                                               |
| いつでも、いつまでも                       | 蓮ノ空女学院スクールアイドルクラブ                                   | youth case                     | youth case                              | 佐々木博史                              | いつでも、いつまでも                                             | 2025年03月30日 |                                                               |
| いったん                                   | 蓮ノ空女学院スクールアイドルクラブ                                   | 佐伯youthK                     | 佐伯youthK                              | 鈴木雅也                                | いつでも、いつまでも                                             | 2025年03月30日 |                                                               |
| 恥は人生のかきすて                         | 百生吟子（櫻井陽菜） 徒町小鈴（葉山風花） 安養寺姫芽（来栖りん）     | 綺羅クリア                     | 綺羅クリア                              | 菊谷知樹                                | おいでよ！石川大観光                                             | 2025年03月30日 |                                                               |
| Love it! Wonderful Trip!                   | 日野下花帆（楡井希実） 村野さやか（野中ここな） 大沢瑠璃乃（菅叶和） | 佐藤舞花                       | 椿山日南子                              | 椿山日南子                              | おいでよ！石川大観光                                             | 2025年03月30日 |                                                               |
| アステリズム                               | 乙宗梢（花宮初奈） 夕霧綴理（佐々木琴子） 藤島慈（月音こな）         | 小松ナノハ                     | 戸嶋友祐                                | 戸嶋友祐                                | おいでよ！石川大観光                                             | 2025年03月30日 |                                                               |
| Dream Believers (SAKURA Ver.)              | 蓮ノ空女学院スクールアイドルクラブ                                   | 畑亜貴                         | 渡辺拓也                                | 渡辺拓也                                | 蓮ノ空女学院スクールアイドルクラブ 104th Collection              | 2025年03月31日 |                                                               |
| 105期                                      |                                                                      |                                |                                         |                                         |                                                                  |                |                                                               |
| Dream Believers (105期Ver.)                | 蓮ノ空女学院スクールアイドルクラブ                                   | 畑亜貴                         | 渡辺拓也                                | 渡辺拓也                                | Dream Believers (105期Ver.)                                      | 2025年04月10日 |                                                               |
| Edelied                                    | Edel Note                                                            | 東乃カノ                       | 江口寛至                                | 市川淳                                  | Dream Believers (105期Ver.)                                      | 2025年04月22日 | [ 注釈 36 ]                                                   |
| Celebration!                               | スリーズブーケ                                                       | ケリー                         | 塚田耕平                                | CHOKKAKU                                | Dream Believers (105期Ver.)                                      | 2025年04月30日 |                                                               |
| アンペア                                   | DOLLCHESTRA                                                          | TATSUNE                        | Kanata Okajima Hayato Yamamoto          | Hayato Yamamoto                         | Dream Believers (105期Ver.)                                      | 2025年04月30日 |                                                               |
| WAWO!                                      | みらくらぱーく！                                                     | ろさ                           | みかんもどき                            | ha-j                                    | Dream Believers (105期Ver.)                                      | 2025年04月30日 |                                                               |
| Retrofuture                                | Edel Note                                                            | Skipjack                       | 市川淳                                  | 市川淳                                  | Retrofuture                                                      | 2025年04月30日 |                                                               |
| チリコンカン                               | Edel Note                                                            | Skipjack                       | 佐藤厚仁                                | 佐藤厚仁                                | Retrofuture                                                      | 2025年05月20日 |                                                               |
| Hello, new dream!                          | 蓮ノ空女学院スクールアイドルクラブ                                   | 塚田耕平                       | 塚田耕平                                | 塚田耕平                                | Dream Believers (105期Ver.)                                      | 2025年05月31日 |                                                               |
| be proud                                   | 乙宗梢（花宮初奈）                                                   | ケリー                         | めんま                                  | めんま                                  | ～Star Sign Memories～ Otomune Kozue                             | 2025年06月08日 | [ 注釈 37 ]                                                   |
| 幸せのリボン                               | 夕霧綴理（佐々木琴子）                                               | TATSUNE                        | 渡辺拓也                                | 渡辺拓也                                | ～Star Sign Memories～ Yugiri Tsuzuri                            | 2025年06月08日 | [ 注釈 37 ]                                                   |
| やっぱ天使！                               | 藤島慈（月音こな）                                                   | ろさ                           | 山本玲史                                | 山本玲史                                | ～Star Sign Memories～ Fujishima Megumi                          | 2025年06月08日 | [ 注釈 37 ]                                                   |
| 37.5℃のファンタジー                        | スリーズブーケ                                                       | ケリー                         | 園田健太郎                              | 園田健太郎                              | 37.5℃のファンタジー / アイマイメーデー / BLAST! / 十六夜セレーネ | 2025年06月14日 |                                                               |
| アイマイメーデー                           | DOLLCHESTRA                                                          | TATSUNE                        | 山下僚海                                | 高橋修平                                | 37.5℃のファンタジー / アイマイメーデー / BLAST! / 十六夜セレーネ | 2025年06月14日 |                                                               |
| BLAST!                                     | みらくらぱーく！                                                     | ろさ                           | Fi'Ne Yuqui-lah                         | ハヤシベトモノリ                        | 37.5℃のファンタジー / アイマイメーデー / BLAST! / 十六夜セレーネ | 2025年06月22日 |                                                               |
| 十六夜セレーネ                             | Edel Note                                                            | Skipjack                       | Skipjack                                | 鈴木雅也                                | 37.5℃のファンタジー / アイマイメーデー / BLAST! / 十六夜セレーネ | 2025年06月22日 |                                                               |
| アイドゥーミー！                           | 蓮ノ空女学院スクールアイドルクラブ                                   | 綺羅クリア                     | サクマリョウ                            | サクマリョウ                            | アイドゥーミー！                                                 | 2025年06月29日 |                                                               |
| 天地黎明                                   | Edel Note                                                            | Skipjack                       | Skipjack                                | 石塚知生                                | Retrofuture                                                      | 2025年07月09日 |                                                               |
| フルーツパンチ                             | スリーズブーケ                                                       | ケリー                         | 本田正樹                                | 本田正樹                                | フルーツパンチ                                                   | 2025年07月20日 |                                                               |
| 愛♡スクリ〜ム!                             | AiScReam                                                             | aim                            | DJ Chika a.k.a. INHERIT Hayato Yamamoto | Hayato Yamamoto DJ Chika a.k.a. INHERIT | 愛♡スクリ〜ム!                                                   | 2025年07月20日 | [ 注釈 38 ]                                                   |
| 太陽であれ！                               | DOLLCHESTRA                                                          | TATSUNE                        | 鈴木裕明                                | 鈴木裕明                                | 太陽であれ！                                                     | 2025年07月31日 |                                                               |
| とーひょー☆スター！                        | 蓮ノ空女学院スクールアイドルクラブ                                   | 綺羅クリア                     | サクマリョウ                            | サクマリョウ                            | アイドゥーミー！                                                 | 2025年07月31日 |                                                               |
| Very! Very! COCO夏っ                       | みらくらぱーく！                                                     | ろさ                           | YUU for YOU 小久保裕希                  | YUU for YOU                             | N/A                                                              | 2025年08月10日 |                                                               |
| My Lucky Clover                            | スリーズブーケ                                                       | ケリー                         | 江口寛至                                | ArmySlick                               | フルーツパンチ                                                   | 2025年08月10日 |                                                               |
| diamondz                                   | DOLLCHESTRA                                                          | TATSUNE                        | 小幡康裕                                | 前嶋康明                                | 太陽であれ！                                                     | 2025年08月10日 |                                                               |

#### カバー曲
2025年時点で、CDに収録または音楽配信がされているカバー曲は存在しない。
| 楽曲                                            | 歌唱                                                                 | オリジナルアーティスト                                                                   | 作詞         | 作曲              | ゲーム実装日   | 備考                    |
| 103期                                           | 103期                                                                | 103期                                                                                    | 103期        | 103期             | 103期          | 103期                   |
| ----------------------------------------------- | -------------------------------------------------------------------- | ---------------------------------------------------------------------------------------- | ------------ | ----------------- | -------------- | ----------------------- |
| 僕らのLIVE 君とのLIFE                           | 蓮ノ空女学院スクールアイドルクラブ                                   | μ's                                                                                      | 畑亜貴       | 山田高弘          | 2023年05月20日 |                         |
| 君のこころは輝いてるかい?                       | スリーズブーケ                                                       | Aqours                                                                                   | 畑亜貴       | 光増ハジメ        | 2023年05月20日 |                         |
| 始まりは君の空                                  | DOLLCHESTRA                                                          | Liella!                                                                                  | 畑亜貴       | 兼松衆            | 2023年05月20日 |                         |
| TOKIMEKI Runners                                | みらくらぱーく！                                                     | 虹ヶ咲学園スクールアイドル同好会                                                         | 畑亜貴       | 矢鴇つかさ        | 2023年05月20日 |                         |
| Preserved Roses                                 | スリーズブーケ                                                       | T.M.Revolution×水樹奈々                                                                  | 井上秋緒     | 浅倉大介          | 2023年05月20日 |                         |
| ハッピーシンセサイザ                            | スリーズブーケ                                                       | EasyPop feat.巡音ルカ・GUMI                                                              | EasyPop      | EasyPop           | 2023年05月20日 |                         |
| 名前のない怪物                                  | DOLLCHESTRA                                                          | EGOIST                                                                                   | ryo          | ryo               | 2023年05月20日 |                         |
| いーあるふぁんくらぶ                            | みらくらぱーく！                                                     | みきとP feat.GUMI・鏡音リン                                                              | みきとP      | みきとP           | 2023年05月20日 |                         |
| ビバハピ                                        | 日野下花帆（楡井希実）                                               | Mitchie M feat.初音ミク                                                                  | Mitchie M    | Mitchie M         | 2023年05月20日 |                         |
| そばかす                                        | 村野さやか（野中ここな）                                             | JUDY AND MARY                                                                            | YUKI         | 恩田快人          | 2023年05月20日 |                         |
| 深愛                                            | 乙宗梢（花宮初奈）                                                   | 水樹奈々                                                                                 | 水樹奈々     | 上松範康          | 2023年05月20日 |                         |
| ロストワンの号哭                                | 夕霧綴理（佐々木琴子）                                               | Neru feat.鏡音リン                                                                       | Neru         | Neru              | 2023年05月20日 |                         |
| 狙いうち                                        | 大沢瑠璃乃（菅叶和）                                                 | 山本リンダ                                                                               | 阿久悠       | 都倉俊一          | 2023年05月20日 |                         |
| ♡桃色片想い♡                                    | 藤島慈（月音こな）                                                   | 松浦亜弥                                                                                 | つんく       | つんく            | 2023年05月20日 |                         |
| ヴィラン                                        | DOLLCHESTRA                                                          | てにをは feat.flower                                                                     | てにをは     | てにをは          | 2023年06月21日 |                         |
| 心予報                                          | スリーズブーケ                                                       | Eve feat.初音ミク                                                                        | Eve          | Eve               | 2023年07月13日 |                         |
| 威風堂々                                        | DOLLCHESTRA                                                          | 梅とら feat.巡音ルカ・初音ミク・鏡音リン・GUMI・IA                                       | 梅とら       | 梅とら            | 2023年09月09日 |                         |
| 強風オールバック                                | みらくらぱーく！                                                     | ゆこぴ feat.歌愛ユキ                                                                     | ゆこぴ       | ゆこぴ            | 2023年09月09日 |                         |
| ダンスロボットダンス                            | みらくらぱーく！                                                     | ナユタン星人 feat.初音ミク                                                               | ナユタン星人 | ナユタン星人      | 2023年11月10日 |                         |
| CHANGE!!!!                                      | 蓮ノ空女学院スクールアイドルクラブ                                   | 765PRO ALLSTARS                                                                          | yura         | NBGI（内田哲也）  | 2023年12月10日 | [ 注釈 39 ]             |
| 祝福                                            | DOLLCHESTRA                                                          | YOASOBI                                                                                  | Ayase        | Ayase             | 2024年01月20日 |                         |
| 御旗のもとに                                    | スリーズブーケ                                                       | 巴里華撃団                                                                               | 広井王子     | 田中公平          | 2024年02月10日 |                         |
| ダイヤモンドハッピー                            | 乙宗梢（花宮初奈） 夕霧綴理（佐々木琴子） 藤島慈（月音こな）         | わか・ふうり・すなお from STAR☆ANIS                                                      | 畑亜貴       | 石濱翔            | 2024年02月20日 | 『アイカツ!』コラボ楽曲 |
| lucky train!                                    | 日野下花帆（楡井希実） 村野さやか（野中ここな） 大沢瑠璃乃（菅叶和） | るか・もな・みき from AIKATSU☆STARS!                                                     | 只野菜摘     | 中野領太          | 2024年02月20日 | 『アイカツ!』コラボ楽曲 |
| 104期                                           |                                                                      |                                                                                          |              |                   |                |                         |
| Snow halation                                   | 蓮ノ空女学院スクールアイドルクラブ                                   | μ's                                                                                      | 畑亜貴       | 山田高弘          | 2024年05月19日 |                         |
| NEO SKY, NEO MAP!                               | スリーズブーケ                                                       | 虹ヶ咲学園スクールアイドル同好会                                                         | 畑亜貴       | 小高光太郎 UiNA   | 2024年06月20日 |                         |
| Daydream Warrior                                | DOLLCHESTRA                                                          | Aqours                                                                                   | 畑亜貴       | 前口渉            | 2024年07月21日 |                         |
| ミラクルショッピング ～ドン・キホーテのテーマ～ | みらくらぱーく！                                                     | 田中マイミ                                                                               | 田中マイミ   | 田中マイミ        | 2024年07月27日 | [ 注釈 40 ]             |
| 夏色えがおで1,2,Jump!                           | 蓮ノ空女学院スクールアイドルクラブ                                   | μ's                                                                                      | 畑亜貴       | 奥松誠            | 2024年08月11日 |                         |
| 常夏☆サンシャイン                               | みらくらぱーく！                                                     | 澁谷かのん（伊達さゆり） 唐可可（Liyuu） 嵐千砂都（岬なこ） 平安名すみれ（ペイトン尚未） | 宮嶋淳子     | EFFY              | 2024年08月21日 |                         |
| ルージュの伝言                                  | 百生吟子（櫻井陽菜）                                                 | 荒井由実                                                                                 | 荒井由実     | 荒井由実          | 2024年09月22日 |                         |
| ビビデバ                                        | 徒町小鈴（葉山風花）                                                 | 星街すいせい                                                                             | ツミキ       | ツミキ            | 2024年10月19日 |                         |
| This game                                       | 安養寺姫芽（来栖りん）                                               | 鈴木このみ                                                                               | 深青結希     | 若林充            | 2024年11月04日 |                         |
| STARTLINER                                      | 蓮ノ空女学院スクールアイドルクラブ                                   | オンゲキシューターズ                                                                     | kz           | kz                | 2024年12月12日 | 『オンゲキ』コラボ楽曲  |
| 雑踏、僕らの街                                  | DOLLCHESTRA                                                          | トゲナシトゲアリ                                                                         | 大濱健悟     | 大濱健悟          | 2025年01月18日 |                         |
| きゅうくらりん                                  | みらくらぱーく！                                                     | いよわ feat.可不                                                                         | いよわ       | いよわ            | 2025年02月05日 |                         |
| Welcome!                                        | 乙宗梢（花宮初奈）                                                   | デ・ジ・キャラット（かとうひろこ）                                                       | コゲどんぼ   | 坂本裕介          | 2025年02月17日 | [ 注釈 41 ]             |
| コネクト                                        | スリーズブーケ                                                       | ClariS                                                                                   | 渡辺翔       | 渡辺翔            | 2025年03月20日 |                         |
| 105期                                           |                                                                      |                                                                                          |              |                   |                |                         |
| 輪舞-revolution                                 | Edel Note                                                            | 奥井雅美                                                                                 | 奥井雅美     | 矢吹俊郎          | 2025年04月22日 |                         |
| ロミオとシンデレラ                              | セラス・柳田・リリエンフェルト（三宅美羽）                           | doriko feat.初音ミク                                                                     | doriko       | doriko            | 2025年05月10日 |                         |
| 青空Jumping Heart                               | みらくらぱーく！                                                     | Aqours                                                                                   | 畑亜貴       | 伊藤賢 光増ハジメ | 2025年06月14日 |                         |
| 月光                                            | 桂城泉（進藤あまね）                                                 | 鬼束ちひろ                                                                               | 鬼束ちひろ   | 鬼束ちひろ        | 2025年06月22日 |                         |
| 虹色Passions!                                   | DOLLCHESTRA                                                          | 虹ヶ咲学園スクールアイドル同好会                                                         | Ayaka Miyake | Keisuke Koyama    | 2025年07月09日 |                         |
| START!! True dreams                             | スリーズブーケ                                                       | Liella!                                                                                  | 畑亜貴       | 小幡康裕          | 2025年08月10日 |                         |

## スタッフ
- 原作 - 矢立肇
- 原案 - 公野櫻子
- キャラクターデザイン - 飯塚晴子
- シナリオ制作 - サンライズ、みかみてれん、藍藤唯、萩原猛、矢野俊策
- Fes×LIVEディレクター - 丸茂雄大
- 舞台監督 - 株式会社THINKR、株式会社MOMOX、株式会社MusicGate
- Fes×LIVE開発・運営 - パルス株式会社、株式会社THINKR、株式会社ライノスタジオ、バーチャル照明株式会社、株式会社ハンズオン・エンタテインメント、株式会社SLOTH MUSIC、株式会社サンフォニックス
- With×MEETSディレクター - パルス株式会社
- With×MEETS開発・運営 - 合同会社トルフェア、萩原猛、バルス株式会社、川岸殴魚、更伊俊介
- ADV制作ディレクター - 上野文寛
- ADV開発・制作 - パルス株式会社、株式会社COCO、株式会社テコテック
- 音響監督 - 野崎圭一
- SE・BGM制作 - 株式会社ファイブエイス、藤澤慶昌、三好啓太、株式会社ATTIC INC.
- 音楽プロデューサー - 山口修平 → 岸颯大
- エグゼクティブプロデューサー - 神宮前炯
- プロデューサー - 藤本義裕
- 総合プロデューサー - 佐藤一樹
- 製作 - プロジェクトラブライブ！蓮ノ空女学院スクールアイドルクラブ（バンダイナムコフィルムワークス、バンダイナムコミュージックライブ、KADOKAWA、ブシロード）

## 開発

### 企画・制作
本作の企画は2018年頃からスタートした。プロデューサーの佐藤一樹は『ラブライブ！』の魅力について「スクールアイドルたち自身が自主性を持って、部活動として精一杯がんばっている姿を応援するのが楽しい！ 感動できる！ というものがあると思っています。」と語っており、そこに対して「プレイヤー」（神のような強権で、スクールアイドルの行動を左右する存在）が介入することは野暮であると考えていた。そのため、自主的にがんばっているスクールアイドルを応援するためのアプリとして本作が考えられた。
バーチャルライブや生配信は、開発チームが元々持っていた3Dモデルを使用した配信に関するノウハウを活かす形で、当初から3Dで行うことが決まっていた。また、活動記録に関しても、バーチャルライブや生配信と一繋ぎの出来事として展開していくために、3Dで制作されている。
本作では担当声優がそのままモーションキャプチャーを担当している。本作では「ライブ感」「臨場感」を重視しており、リアルタイムの醍醐味を突き詰めるためにリアルタイムのモーションキャプチャーを採用しており、それが必須事項であるとしている。リアルタイムであるため、ライブ中に音を外したりフォーメーションが乱れたりするなどの「生の機微」が生まれることもあるが、それも特別なこととして許容されている。
『Fes×LIVE』では、スクールアイドルらしさが出る演出が心がけられており、リアルに実現範囲での演出が行われている（ステージの上で空を飛ぶ、衣装が光った瞬間に切り替わるなどのことは行われていない）。

### 設定・シナリオ
蓮ノ空が伝統校であるという設定は、無名の新人であるはずの蓮ノ空に最初から一定数のファンがついていることについての（新人の初配信であるにも関わらず、視聴者が多数いるなど）、納得感のある解決方法として考案された。「ラブライブ！」優勝経験のある強豪校とすることで、いわゆる「甲子園の常連校」のような、ファンから期待されている新人というイメージとなっている。
また、キャストがリアルタイムで配信することについては、設定やシナリオとの矛盾が生じかねないことからシナリオライターチームからは難色を示されたものの、佐藤はその点の同期調整の頻度によっては可能だと考え、実現可能なラインを探った。最終的には月に一回配信とシナリオの同期を取り、その間は設定を厳密には組まないといったラインで調整が行われている。

## 漫画

### りんく！らいふ！ラブライブ！
公式Xおよび『リンクラ』にて2023年2月18日から連載している4コマ漫画。作画は珠月まや。
『リンクラ』活動記録と連動している。
- 珠月まや（漫画）、矢立肇（原作）、公野櫻子（原案） 『りんく！らいふ！ラブライブ！』 KADOKAWA、既刊1巻（2024年8月1日現在）
  1. 2024年8月1日発売[12]、ISBN 978-4-04-915947-9

### ラブライブ！flowers* -蓮ノ空女学院スクールアイドルクラブ-
『ウルトラジャンプ』2023年12月特大号（2023年11月17日発売）より連載開始。作画はつむみ、原作は矢立肇、原案は公野櫻子、制作協力として田中天が参加している。
集英社で「ラブライブ！シリーズ」のコミカライズが行われるのは本作が初となる。
- つむみ（漫画）、矢立肇（原作）、公野櫻子（原案）、田中天（制作協力） 『ラブライブ！flowers* -蓮ノ空女学院スクールアイドルクラブ-』 集英社〈ヤングジャンプコミックス〉、既刊3巻（2025年6月18日現在）
  1. 2024年5月17日発売[14]、ISBN 978-4-08-893241-5
  2. 2024年11月19日発売[15]、ISBN 978-4-08-893446-4
  3. 2025年6月18日発売[16]、ISBN 978-4-08-893666-6

### Link！Like！ラブライブ！＠COMIC
『LoveLive!Days』2025年2月号（2024年12月27日発売）より連載開始。作画はたかみ裕紀、原作は矢立肇、原案は公野櫻子、シナリオはみかみてれん・藍藤唯が参加している。2023年12月27日に発売された『Link！Like！ラブライブ！FIRST FAN BOOK』掲載の書き下ろしショートストーリーのコミカライズ。

## 小説

### 102期活動記録 ～Shades of Stars～
著者はみかみてれん、三方背BOXのイラストは千種みのり。102期生が入学してから、撫子祭でのライブ開催までの物語を書いた前日譚。川岸殴魚脚本のドラマCDが付属する。
- みかみてれん（著者）、千種みのり（イラスト）。矢立肇（原作）、公野櫻子（原案）　『ラブライブ！蓮ノ空女学院スクールアイドルクラブ 102期活動記録 ～Shades of Stars～』 バンダイナムコフィルムワークス
  - 2025年5月29日発売、TU-11798

## コラボレーション
本作単体と、他作品・企業・地域等とのコラボレーション企画を五十音順に列挙する。他のラブライブ!シリーズ作品と合同でのコラボレーションは、ラブライブ!シリーズ#コラボレーションを参照。
アイカツ！
2024年2月開催。『リンクラ』内にて『アイカツ！』衣装のメンバーのカードやカバー曲を実装。
石川県
複数回実施されている。いずれも金沢市内でのスタンプラリーやオリジナルグッズの販売を実施。
第1回は、2023年7-9月開催。
第2回は、2024年4-6月開催。加賀友禅をテーマとし、『リンクラ』内にメンバー6人が加賀友禅の着物を着用したカードを1月に実装したり、加賀友禅会館で特別展示を行なった。
第3回は、2024年11月-2025年3月開催。伝統工芸がテーマ。
第4回は、2025年4-5月開催。加賀友禅とのコラボ第2弾でもあり、各種グッズには、前回の開催時にはなかった、104期生のイラストが追加された（103期生は前回のものを流用）。また開催期間中の4月26・27日には、キャストによるライブイベント「ラブライブ！蓮ノ空女学院スクールアイドルクラブ 4th Live Dream ～Bloom, The Dream Believers～」石川公演が石川県産業展示館にて開催された。
石川県立図書館
2024年10-12月開催。館内での特設展示、描き下ろしイラストを使用したグッズの販売の他、併設するカフェでのコラボメニュー提供を実施。
前述の石川県第3回コラボを含めて、2024年度の来館者数の増加に大きく貢献した。
ウェンディーズ、ファーストキッチン
2024年12月-2025年1月開催。作品の舞台である金沢のおでんをイメージした「だしだしおでん味」を販売した他、描き下ろしイラストを使用したグッズの販売、ノベルティ配布を実施。
金沢ゲーマーズ
2023年4月28日、『「ラブライブ ! 蓮ノ空女学院スクールアイドルクラブ」オフィシャルタイアップショップ by ゲーマーズ』として開店。2024年3月1日より、現在の名称となった。
他のラブライブ!シリーズ作品同様、看板娘を選ぶ企画を実施し、104期は梢が務めた。2025年4月28日、梢に代わる105期看板娘の選挙企画開催が発表された。
ゲキ！チュウマイ
セガ フェイブによるリズムゲーム『オンゲキ』『チュウニズム』『maimai』の総称。2024年12月から2025年3月までコラボイベントが開催。
「ゲキ！チュウマイ」には蓮ノ空の楽曲やキャラクターが登場。『リンクラ』では『オンゲキ』衣装のメンバーのカードやカバー曲を実装。
SODA BAR
2023年6月開催。オリジナルドリンク、グッズの販売を実施。
ツエーゲン金沢
2024年6月22日、同チームのブロンズパートナー契約を締結したことが発表された。コラボマッチは以下のとおり開催し、キャストによるトークショーやオリジナルグッズ販売を実施している。
1回目は2023年11月開催。大分トリニータとのホームゲームで、楡井、野中、菅が来場した。
2回目は2024年6月開催。ギラヴァンツ北九州とのホームゲームで、楡井、櫻井が来場した。
3回目は2025年7月19日開催。ヴァンラーレ八戸とのホームゲームで、櫻井、来栖が来場した。
ドン・キホーテ
2024年7-8月開催。全国の特定の店舗にてオリジナルグッズを販売したほか、みらくらぱーく！の3人による店内放送や、MIRACLE SHOPPING〜ドン・キホーテのテーマ〜のカバーを行うなどのコラボレーションを実施。
北國花火2025金沢大会（復興支援大会in金沢）
2025年7月26日開催。野中、葉山によるトークショーが開催された他、描き下ろしのコラボグッズが販売された。
なお、当大会ではコラボとは無関係にファン有志による協賛があり、当日はオープニングスターマインとして『眩耀夜行（104期Ver.）』をBGMとした花火が2000発打ち上げられている。

### ユニットメンバー
1. 1 2 3 4 5 6 7 8 9 10 11 12 13 14 15 16 17 18 19 20 21 22 23 24  日野下花帆（楡井希実）、乙宗梢（花宮初奈）
2. 1 2 3 4 5 6 7 8 9 10 11 12 13 14 15 16 17 18 19 20 21 22 23 24  村野さやか（野中ここな）、夕霧綴理（佐々木琴子）
3. 1 2 3 4 5 6 7 8 9 10 11 12 13 14 15 16 17  大沢瑠璃乃（菅叶和）、藤島慈（月音こな）
4. 1 2  夕霧綴理（佐々木琴子）、大沢瑠璃乃（菅叶和）
5. 1 2  日野下花帆（楡井希実）、藤島慈（月音こな）
6. 1 2  村野さやか（野中ここな）、乙宗梢（花宮初奈）
7. 1 2 3 4 5 6 7 8 9 10 11 12 13 14 15 16 17 18 19 20 21 22  日野下花帆（楡井希実）、乙宗梢（花宮初奈）、百生吟子（櫻井陽菜）
8. 1 2 3 4 5 6 7 8 9 10 11 12 13 14 15 16 17 18 19 20 21 22  村野さやか（野中ここな）、夕霧綴理（佐々木琴子）、徒町小鈴（葉山風花）
9. 1 2 3 4 5 6 7 8 9 10 11 12 13 14 15 16 17 18 19 20 21 22 23 24  大沢瑠璃乃（菅叶和）、藤島慈（月音こな）、安養寺姫芽（来栖りん）
10. 1 2 3 4 5 6 7 8  セラス・柳田・リリエンフェルト（三宅美羽）、桂城泉（進藤あまね）
11. 1 2 3 4 5 6  日野下花帆（楡井希実）、百生吟子（櫻井陽菜）
12. 1 2 3 4 5 6  村野さやか（野中ここな）、徒町小鈴（葉山風花）
13. 1 2 3 4 5  大沢瑠璃乃（菅叶和）、安養寺姫芽（来栖りん）
14. 1 2 3  日野下花帆（楡井希実）、村野さやか（野中ここな）、乙宗梢（花宮初奈）、夕霧綴理（佐々木琴子）
15. 1 2 3 4 5 6 7 8 9 10 11 12 13 14  日野下花帆（楡井希実）、村野さやか（野中ここな）、乙宗梢（花宮初奈）、夕霧綴理（佐々木琴子）、大沢瑠璃乃（菅叶和）、藤島慈（月音こな）
16. 1 2 3 4 5 6 7 8 9 10 11 12 13 14 15 16 17  日野下花帆（楡井希実）、村野さやか（野中ここな）、乙宗梢（花宮初奈）、夕霧綴理（佐々木琴子）、大沢瑠璃乃（菅叶和）、藤島慈（月音こな）、百生吟子（櫻井陽菜）、徒町小鈴（葉山風花）、安養寺姫芽（来栖りん）
17. 1 2 3 4  日野下花帆（楡井希実）、村野さやか（野中ここな）、大沢瑠璃乃（菅叶和）、百生吟子（櫻井陽菜）、徒町小鈴（葉山風花）、安養寺姫芽（来栖りん）、セラス・柳田・リリエンフェルト（三宅美羽）、桂城泉（進藤あまね）
18. ↑  黒澤ルビィ（降幡愛）、上原歩夢（大西亜玖璃）、若菜四季（大熊和奏）
19. 1 2 3  高坂穂乃果（新田恵海）、絢瀬絵里（南條愛乃）、南ことり（内田彩）、園田海未（三森すずこ）、星空凛（飯田里穂）、西木野真姫（Pile）、東條希（楠田亜衣奈）、小泉花陽（久保ユリカ）、矢澤にこ（徳井青空）
20. 1 2 3  高海千歌（伊波杏樹）、桜内梨子（逢田梨香子）、松浦果南（諏訪ななか）、黒澤ダイヤ（小宮有紗）、渡辺曜（斉藤朱夏）、津島善子（小林愛香）、国木田花丸（高槻かなこ）、小原鞠莉（鈴木愛奈）、黒澤ルビィ（降幡愛）
21. 1 2  澁谷かのん（伊達さゆり）、唐可可（Liyuu）、嵐千砂都（岬なこ）、平安名すみれ（ペイトン尚未）、葉月恋（青山なぎさ）
22. 1 2 3  上原歩夢（大西亜玖璃）、中須かすみ（相良茉優）、桜坂しずく（前田佳織里）、朝香果林（久保田未夢）、宮下愛（村上奈津実）、近江彼方（鬼頭明里）、優木せつ菜（楠木ともり）、エマ・ヴェルデ（指出毬亜）、天王寺璃奈（田中ちえ美）
23. ↑  天海春香（中村繪里子）、星井美希（長谷川明子）、如月千早（今井麻美）、高槻やよい（仁後真耶子）、萩原雪歩（浅倉杏美）、菊地真（平田宏美）、双海亜美 / 真美（下田麻美）、水瀬伊織（釘宮理恵）、三浦あずさ（たかはし智秋）、四条貴音（原由実）、我那覇響（沼倉愛美）、秋月律子（若林直美）
24. ↑  エリカ・フォンティーヌ（日髙のり子）、グリシーヌ・ブルーメール（島津冴子）、コクリコ（小桜エツコ）、ロベリア・カルリーニ（井上喜久子）、北大路花火（鷹森淑乃）
25. ↑  星咲あかり（赤尾ひかる）、藤沢柚子（久保田梨沙）、三角葵（春野杏）